# Lisa Hannigan
Lisa Hannigan (Kilcloon, County Meath, 12 februari 1981) is een Ierse zangeres die bekendheid verwierf door haar samenwerking met Damien Rice, een bekende Ierse singer-songwriter. Sinds 2007 werkt ze als solo-zangeres. Sindsdien bracht ze drie albums uit. Hannigan is ook de stemactrice van het personage Blauwe Diamant (Engels: Blue diamond) in Steven Universe, een Amerikaanse tekenfilmserie van Rebecca Sugar die wordt uitgezonden op Cartoon Network.
Hannigan heeft in Dublin kunstgeschiedenis gestudeerd aan de Trinity universiteit, waar ze zich aansloot bij een toneelgroep genaamd 'Trinity Players'. In 2000 speelde ze de rol van Malvolio in een toneelstuk van Shakespeare, geproduceerd door Twelfth Night. Hannigan sloot zich in 2001 aan bij 'Cowardly Lion' theaterproducties en speelde in maart 2001 de hoofdrol in 'Total Eclipse', geschreven door Christopher Hampton. Hierin vertolkte ze drie van de vijf hoofdrollen, en het toneelstuk werd zeer goed ontvangen door het publiek. 
Tijdens haar studie ontmoette ze Damien Rice in een café. Rice nodigde Hannigan een aantal maanden later uit om mee te zingen tijdens een van zijn optredens. Ze realiseerden zich dat ze samen een speciaal geluid hadden. Ze trokken steeds meer met elkaar op om hun gezamenlijke passie te delen: muziek. Hannigan stopte hierom met haar universitaire studie en begon samen met Rice aan de opnames van 'O'. Later werkte ze ook mee aan Rice' album "9". In 2007 vertelde Rice haar dat ze niet meer gewenst was in zijn band, omdat ze hem in zijn creativiteit zou belemmeren. 
Hannigan heeft begin 2003 een aantal nummers opgenomen voor 'Goldfish Memory', een Ierse film geregisseerd door Elizabeth Gill. Hannigan is in het verleden back-upzangeres geweest voor Mic Christopher en Rodrigo y Gabriela. Sinds 2007 werkt ze aan haar solocarrière, wat in 2008 resulteerde in haar veelbelovende debuutalbum "Sea Sew". Later verschenen nog de albums "Passenger" (2011) en "At Swim" (2016).
In 2017 werkte ze samen met het Belgische collectief The Colorist Orchestra voor een reeks concerten. Deze samenwerking resulteerde ook in een album.

## Discografie

### Albums
| Album met eventuele hitnotering(en) in de Nederlandse Album Top 100 | Datum van verschijnen | Datum van binnenkomst | Hoogste positie | Aantal weken | Opmerkingen |
| ------------------------------------------------------------------- | --------------------- | --------------------- | --------------- | ------------ | ----------- |
| Sea sew                                                             | 12-09-2008            | -                     |                 |              |             |
| Passenger                                                           | 07-10-2011            | 21-01-2012            | 56              | 4            |             |
| At Swim                                                             | 2016                  | -                     |                 |              |             |

| Album met hitnotering(en) in de Vlaamse Ultratop 200 albums | Datum van verschijnen | Datum van binnenkomst | Hoogste positie | Aantal weken | Opmerkingen |
| ----------------------------------------------------------- | --------------------- | --------------------- | --------------- | ------------ | ----------- |
| Passenger                                                   | 2011                  | 28-01-2012            | 48              | 4            |             |

### Singles
| Single met hitnotering(en) in de Vlaamse Ultratop 50 | Datum van verschijnen | Datum van binnenkomst | Hoogste positie | Aantal weken | Opmerkingen                 |
| ---------------------------------------------------- | --------------------- | --------------------- | --------------- | ------------ | --------------------------- |
| What'll I do                                         | 06-02-2012            | 25-02-2012            | tip24           | -            | Nr. 10 in de Radio 2 Top 30 |

- Bibliothèque nationale de France: cb15897090k (data)
- Gemeinsame Normdatei: 1047079208
- International Standard Name Identifier: 0000 0000 7250 5690
- Library of Congress Control Number: no2004096316
- MusicBrainz: 8d0d65cf-3d01-4110-bf36-7e1aa27b68f2
- Nationale Bibliotheek van Tsjechië: xx0139606
- Système universitaire de documentation: 156956942
- Virtual International Authority File: 41558883
- WorldCat: E39PBJmP76VVWqjfYWxpWJkJjC